# Ulrich von Mordeisen
Ulrich von Mordeisen, (auch Ulricus Mordisius, Alarich; * 13. Juli 1519 in Leipzig; † 5. Juni 1572 in Dresden) war ein sächsischer Politiker und Diplomat.

## Leben
Mordeisen entstammte einer Kaufmannsfamilie aus dem fränkischen Hof, die sich in der Handelsmetropole Leipzig niedergelassen hatte. Sein Vater war der Kaufmann und Lederhändler Ulrich von Mordeisen († 1541) und dessen Ehefrau Barbara Jechler.
Im Wintersemester 1529/30 immatrikulierte er sich an der Universität Leipzig, war dort am 28. Februar 1533 Baccalaureus, wechselte 1535 an die Universität Wittenberg. Hier absolvierte er ein Studium der Rechtswissenschaften, setzte dieses an der Universität Padua fort und promovierte am 28. Juni 1543 zum Doktor der Rechte. Am 12. August 1543 wurde er außerordentlicher Professor an der Juristischen Fakultät der Hochschule und war im Sommersemester 1545 Rektor der Universität. Als Rechtsbestallter der Universität vertrat er die Interessen des ernestinischen Hofes in Wittenberg und die des Kurfürstentums Sachsen am Reichskammergericht zu Speyer.
Im Jahr 1546 folgte Mordeisen dem Ruf des Herzogs Moritz an den albertinischen Hof in Dresden. Als Kanzler des Herzogtums Sachsen suchte er seit November 1546 Verhandlungen zwischen Karl V. und Johann Friedrich I. herbeizuführen. Gemeinsam mit Joachim II. erarbeitete er einen Plan für eine kampflose Übergabe Kursachsens an die Albertiner zur Beendigung des Schmalkaldischen Krieges, der jedoch scheiterte. Nach der Entscheidungsschlacht bei Mühlberg, an der er an der Seite Moritz teilnahm, wirkte Mordeisen an der Herstellung eines Religionsfriedens im Heiligen Römischen Reich. Am 15. Juni 1551 wurde Mordeisen von Kaiser Karl V. in Augsburg der erbliche rittermäßige Adelsstand, ein kaiserlicher Ratstitel und das Palatinat verliehen.
Im Auftrag des Kurfürsten Moritz vertrat er die Interessen Sachsens bei der Ausarbeitung des Passauer Vertrages von 1552, den er auch als Bevollmächtigter unterzeichnete. Zusammen mit Georg von Komerstadt entwickelte Mordeisen die Vorstellung Vom ewigen Frieden zwischen den Konfessionen. Neben Philipp Melanchthon beriet Mordeisen seinen Landesherren in Bildungs- und Religionsangelegenheiten. Nach dem Tode Moritz’ in der Schlacht bei Sievershausen wirkte Mordeisen auf seinem Rittergut Kleinwaltersdorf an den Vorarbeiten zur Errichtung eines Monuments für den Verstorbenen im Freiberger Dom. In gemeinsamer Arbeit mit Georg Fabricius und Joachim Camerarius d. Ä. entwickelte von Mordeisen Inschriften des Grabmals. In dieser Zeit erarbeitete Mordeisen mit dem Oberberghauptmann des Gebirgischen Kreises, Heinrich von Gersdorff, eine Zusammenstellung aller Bergämter aus, die neben den Reviergrenzen vor allem die Aufgaben der Bergmeister präzisierte.
1554 übernahm er als Ordinarius den Lehrstuhl der Rechte an der Universität Leipzig. Kurfürst August ernannte Mordeisen zum Geheimen Kammerrat und überließ ihm für seine Verdienste die Dörfer Berbersdorf, Bräunsdorf, Goßberg, Großschirma, Großvoigtsberg, Kaltofen, Kleinschirma, Kleinvoigtsberg, Kleinwaltersdorf, Langhennersdorf, Loßnitz, Mobendorf, Seifersdorf, Pappendorf und Reichenbach. Unter August wurde Mordeisen zum bedeutendsten Diplomaten des Kurfürstentums und nahm als Vertreter Sachsens am Religionsgespräch zu Worms und dem Reichstag zu Augsburg teil.
1565 fiel Mordeisen beim Kurfürsten in Ungnade. Nach Ausbruch des Dreikronenkrieges zwischen Schweden und Dänemark versuchte Kurfürst August zusammen mit seinem kriegsführenden Schwager Friedrich II. von Dänemark bei Kaiser Maximilian II. ein Embargo schwedischer Waren, insbesondere Waffen im Heiligen Römischen Reich zu erreichen und beauftragte Mordeisen mit dieser Mission. In Mordeisens schon längere Zeit bestehenden Unstimmigkeiten mit Kurfürstin Anna, auf deren Betreiben diese Maßnahme gegen Schweden erwirkt werden sollte, liegt vermutlich die Ursache, dass Mordeisen in Wien ein Doppelspiel einging. Während er offiziell am Wiener Hof den kurfürstlichen Antrag vortrug, suchte er dort gleichzeitig über einflussreiche Freunde dieses Ansinnen scheitern zu lassen. Mordeisens Geheimaktivitäten wurden jedoch der Kurfürstin zugetragen.
Mordeisen wurde am 11. Mai 1565 all seiner Ämter enthoben und in Dresden unter strengen Hausarrest gestellt. 1566 wurde die Strafe gelockert und er durfte sein Haus zum Besuch des Gottesdienstes verlassen. Später erhielt Mordeisen die Erlaubnis, auch das Rittergut Kleinwaltersdorf zu bewohnen.
Sein Leichnam wurde dem letzten Wunsch gemäß nach Kleinwaltersdorf überführt. Seine noch heute erhaltene letzte Ruhestätte, die von einem Epitaph geschmückt wird, erhielt er im Innern der Kirche vor dem Altar.
Das Rittergut Kleinwaltersdorf einschließlich 10 der Dörfer erwarb noch in Mordeisens Todesjahr 1572 Kurfürst August für seinen Sohn, Prinz Christian, von den Erben. Lediglich Rudolph Mordeisen behielt sein Erbe bis zum Jahr 1587, in dem er es schließlich an Kurfürst Christian verkaufte. Dabei handelte es sich um die restlichen fünf Dörfer Pappendorf, Mobendorf, Berbersdorf, Goßberg und Kaltofen.

## Familie
Mordeisen heiratete 1544 in Leipzig Margarethe Scherl (1527–1564), Tochter des Kaufmanns Heinrich Scherl (1475–1548). Das Paar hatte 2 Söhne und vier Töchter, darunter:
- Joachim
- Rudolph
- Barbara (1545–1628) ⚭ Hartmann Pistoris (1543–1603), Jurist
- Margarethe
- Justine
- Elisabeth

Nach dem Tod seiner ersten Frau heiratete er 1570 Magdalena Ziegler, Witwe des Juristen Modestinus Pistoris (1516–1565). Das Paar hatte einen Sohn Ulrich und eine Tochter Marie.